# Lathromeroidea
Lathromeroidea is een geslacht van vliesvleugeligen uit de familie Trichogrammatidae. De wetenschappelijke naam van dit geslacht is voor het eerst geldig gepubliceerd in 1912 door Alexandre Arsène Girault.

## Soorten
Het geslacht Lathromeroidea omvat de volgende soorten:
- Lathromeroidea ajmerensis Yousuf & Shafee, 1988
- Lathromeroidea angustipennis (Yousuf & Shafee, 1985)
- Lathromeroidea araguensis Velásquez & Viggiana, 2007
- Lathromeroidea domestica Girault, 1920
- Lathromeroidea exemplum Pinto, 2006
- Lathromeroidea gerriphaga Pinto, 2006
- Lathromeroidea longiclavata Viggiani & Velasquez, 2007
- Lathromeroidea multidenta Hu, Lin & Kim, 2008
- Lathromeroidea nigra Girault, 1912
- Lathromeroidea nigrella Girault, 1912
- Lathromeroidea silvarum Novicki, 1936
- Lathromeroidea trichoptera Lin, 1994